# Leptoconops ricardoi
Leptoconops ricardoi är en tvåvingeart som beskrevs av Ronderos och Gustavo R. Spinelli 1993. Leptoconops ricardoi ingår i släktet Leptoconops och familjen svidknott. Inga underarter finns listade i Catalogue of Life.